# Lijst van gemeenten van Quintana Roo
De Mexicaanse deelstaat Quintana Roo bestaat uit 11 gemeenten.
| INEGI | Gemeente              | Inwoners | Oppervlakte   | Hoofdplaats           | Inwoners |
| ----- | --------------------- | -------- | ------------- | --------------------- | -------- |
| 001   | Cozumel               | 88.626   | 647,33 km²    | San Miguel de Cozumel | 84.519   |
| 002   | Felipe Carillo Puerto | 83.990   | 13.806,00 km² | Felipe Carillo Puerto | 30.754   |
| 003   | Isla Mujeres          | 19.203   | 1.100,00 km²  | Isla Mujeres          | 13.174   |
| 004   | Othón P. Blanco       | 244.553  | 11.598,90 km² | Chetumal              | 169.028  |
| 005   | Benito Juárez         | 911.503  | 1.645,00 km²  | Cancún                | 888.797  |
| 006   | José María Morelos    | 36.179   | 6.739,00 km²  | José María Morelos    | 13.332   |
| 007   | Lázaro Cárdenas       | 25.333   | 3.881,00 km²  | Kantunilkín           | 8.135    |
| 008   | Solidaridad           | 333.800  | 2.204,73 km²  | Playa del Carmen      | 304.942  |
| 009   | Tulum                 | 46.721   | 2.024,11 km²  | Tulum                 | 33.374   |
| 010   | Bacalar               | 53.429   | 7.161,10 km²  | Bacalar               | 12.527   |
| 011   | Puerto Morelos        | 26.921   | 1.043,92 km²  | Puerto Morelos        | -        |

| Detailkaart                         |
| ----------------------------------- |
|                                     |
| Ligging Quintana Roo binnen Mexico  |
|                                     |
| Gemeenten ingedeeld naar INEGI code |

Bacalar · Benito Juárez · Cozumel · Felipe Carrillo Puerto · Isla Mujeres · José María Morelos · Lázaro Cárdenas · Othón P. Blanco · Puerto Morelos · Solidaridad · Tulum